# Bazilica Sfântul Gereon din Köln

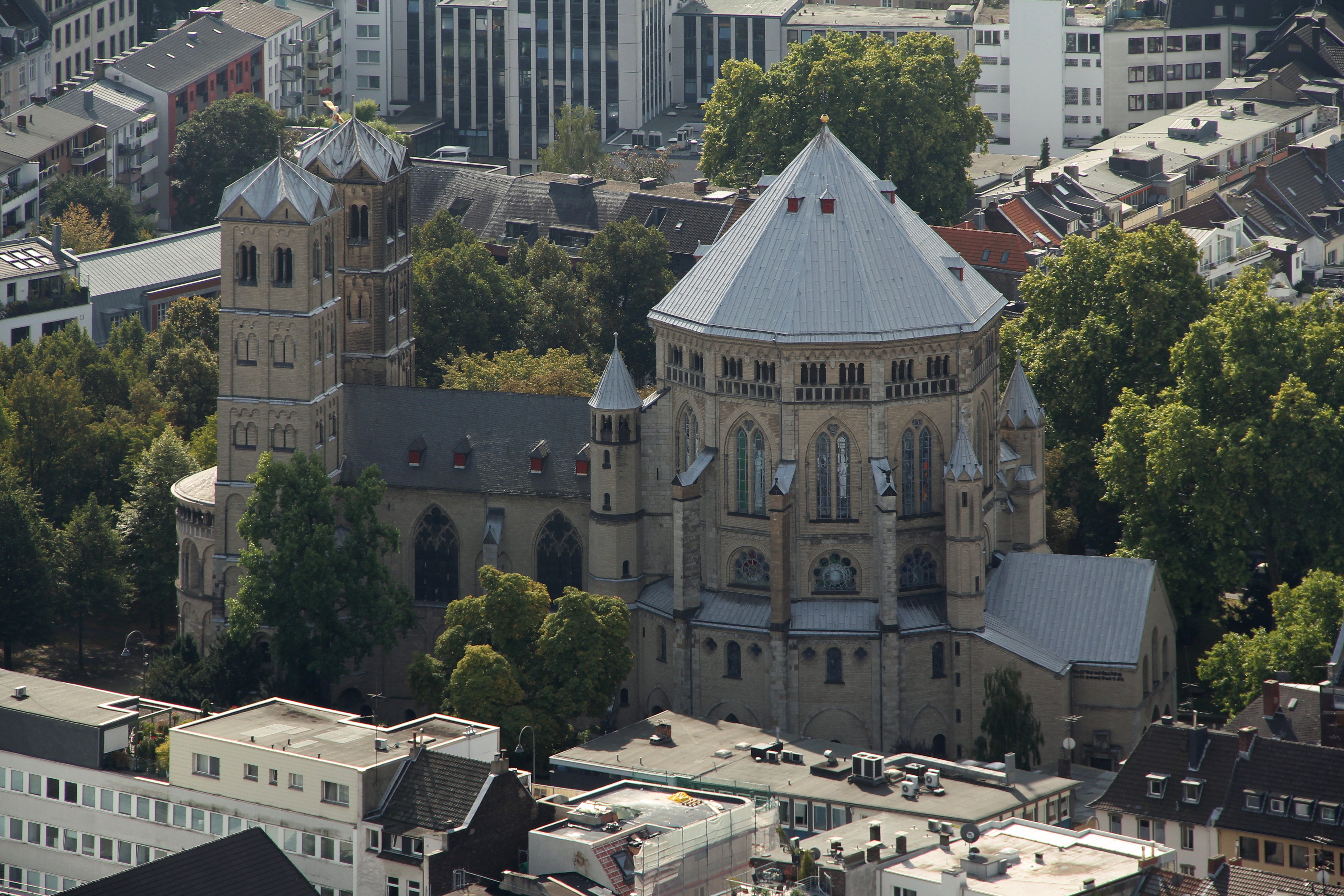
Vedere laterală, cu decagonul bisericii

Bazilica Sfântul Gereon (în germană St. Gereon) este o biserică din Köln, Renania de Nord-Westfalia, Germania. Construită în secolul al XI-lea, este dedicată Sfântului Gereon, ale cărui relicve le deține. Declarată basilica minor, deoarece este un loc de pelerinaj, biserica face parte dintr-un grup de douăsprezece bazilici romanice din oraș.
Prima mențiune a unei biserici în acest loc datează din anul 612, din care se care constituie miezul actualei bazilici. Construcția sanctuarului în forma sa actuală datează din secolul al XI-lea și a fost finalizată în 1227.
Bazilica este construită pe un plan neregulat, cu nava fiind acoperită de o cupolă de 21 x 16,9 m. Este cea mai mare cupolă din Europa de Vest, construită între Bazilica Sfânta Sofia din secolul al VI-lea și Domul din Florența din secolul al XV-lea.
Ernst Seifert a construit aici o orgă în 1898. În secolul al XX-lea arhitectul Andreas Dilthey i-a modificat interiorul.